# Hiptage calycina
Hiptage calycina är en tvåhjärtbladig växtart som beskrevs av Jean Baptiste Louis Pierre. Hiptage calycina ingår i släktet Hiptage och familjen Malpighiaceae. Inga underarter finns listade i Catalogue of Life.